# Rävstarr
Rävstarr (Carex vulpina) är en flerårig gräslik växt inom släktet starrar och familjen halvgräs. Rävstarr växer i glesa tuvor och har mörkbruna basala slidor som är upprispade. De klargröna bladen blir från fyra till tio mm breda, med snärp bredare än långt. De konkavt trekantiga ståna är vassa och sträva upptill. Axsamlingen är tät och tre till åtta cm och har syllika cirka en cm långa stödblad. De mörkbruna axfjällen blir från fyra till fem mm. De matt mörkbruna fruktgömmena blir fyra till fem mm, papillösa och nästan utan nerver på insidan. Näbben på fruktgömmet har taggigt sågade vingkanter. Rävstarr skiljer sig från blankstarr genom näbbens långa klyvning på ryggsidan samt att cellerna på fruktämnet är kvadratiska. Rävstarr blir från 30 till 80 cm hög och blommar från juni till juli.

## Utbredning
Rävstarr är ganska sällsynt i Norden, men kan återfinnas på våt, näringsrik lerjord, såsom diken, dammar, gropar, fuktängar och strandkärr. Dess utbredning i Norden sträcker sig till södra Sveriges östkust, med Öland och Gotland, Åland, ett litet område i södra Finland samt sydöstra Danmark.
- Referens: Den nya nordiska floran ISBN 91-46-17584-9